# Longjing, Guangdong
Longjing är en köping i sydöstra Kina. Den ligger i stadsdistriktet Qingxin i staden Qingyuan i provinsen Guangdong, omkring 93 kilometer nordväst om provinshuvudstaden Guangzhou. Antalet invånare är 92 211. Befolkningen består av 44 120 kvinnor och 48 091 män. Barn under 15 år utgör 18,0 %, vuxna 15-64 år 71 %, och äldre över 65 år 9,0 %.